# Homhilplateau
Het Homhilplateau is een bergplateau in het noordoosten van het Jemenitische eiland Socotra. In 2000 werd het gebied door de Jemenitische overheid vanwege de hoge biodiversiteit aangewezen tot natuurreservaat. Op het plateau wonen van oudsher pastorale bedoïenen. De bewoners worden 'Hamiliho' genoemd.

## Geografie
Het Homhilplateau is een polje op een hoogte van ongeveer 300 meter boven zeeniveau. Het plateau is aan drie zijden omgeven door steile kalksteenkliffen en biedt een panoramisch uitzicht op omliggende gebieden, waaronder de omringende zee. De bodem is rijk aan kalksteen en andere sedimentaire gesteenten, wat bijdraagt aan de unieke hydrologie en vegetatie van het gebied.

## Flora en Fauna
Het Homhilplateau herbergt ongeveer 156 plantsoorten, waarvan 86 endemisch zijn voor het eiland. Ook leven er ongeveer 20 vogelsoorten, waarvan 4 endemisch zijn. Het wordt na het zeereservaat Di Hamri aan de noordkust gezien als het meest biodiverse gebied. De vegetatie bestaat voornamelijk uit bomen, struiken en kruiden die zijn aangepast aan de specifieke klimatologische omstandigheden van het plateau. Van de plantsoorten zijn onder andere zeven soorten Boswelia-soorten bekend. De fauna van het plateau omvat verschillende vogelsoorten, reptielen en insecten, waarvan sommige uitsluitend op Socotra voorkomen. Het Homhilplateau is een belangrijk onderzoeksgebied voor biologen en ecologen. 
Een aantal plantsoorten zoals Boswellia elongata wordt bedreigd door overbegrazing.

## Bewoning
Het Homhilplateau werd al in de prehistorie bewoond. Lange tijd was het alleen over voetpaden te bereiken en lag daardoor zeer geïsoleerd. Heersers kwamen er vooral om belasting te innen en deden verder weinig voor het gebied. Veel bewoners weidden hun geiten en ander vee in transhumance, waarbij ze met hun vee een deel van het jaar in de kalksteengrotten rondom woonden. In de 20e eeuw werd het gebied langzamerhand beter verbonden met andere delen van het eiland. De bewoners gingen daarbij vanaf de jaren 1970 steeds meer in dorpen wonen, die ze in de decennia erna steeds verder uitbreidden naar voorbeeld van de Arabieren en jaarrond gingen bewonen. Het plateau is nog steeds alleen bereikbaar over een slechte steile halfverharde weg. De eerste basisschool op het plateau werd pas in 2003 gebouwd.
In 2019 bevonden zich binnen de grenzen van het natuurreservaat 6 dorpen met 295 inwoners.

## Toerisme
Sinds het begin van de 21e eeuw wordt het plateau met enige regelmaat bezocht door toeristen. Het gebied staat bekend om zijn grote aantallen drakenbloedbomen, komkommerbomen, wierookbomen en woestijnrozen. Ook bekend is het 'landschapszwembad' ('infinity pool'); een uitgesleten formatie gevuld met water met uitzicht over het omringende gebied. In 2023 zakte het waterniveau van deze poel echter sterk als gevolg van een barst in de rotsen.

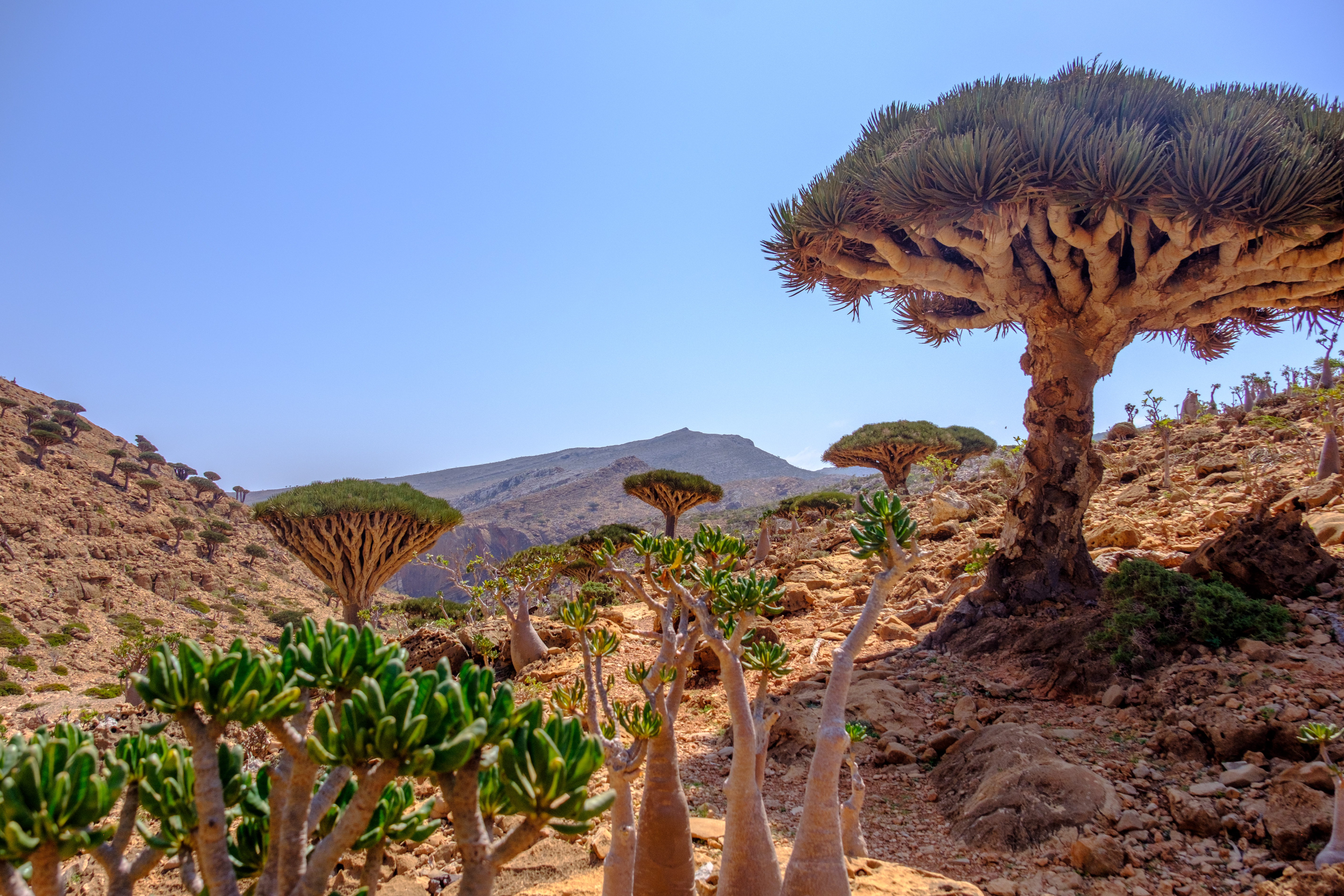
Drakenbloedbomen en woestijnrozen op het Homhilplateau
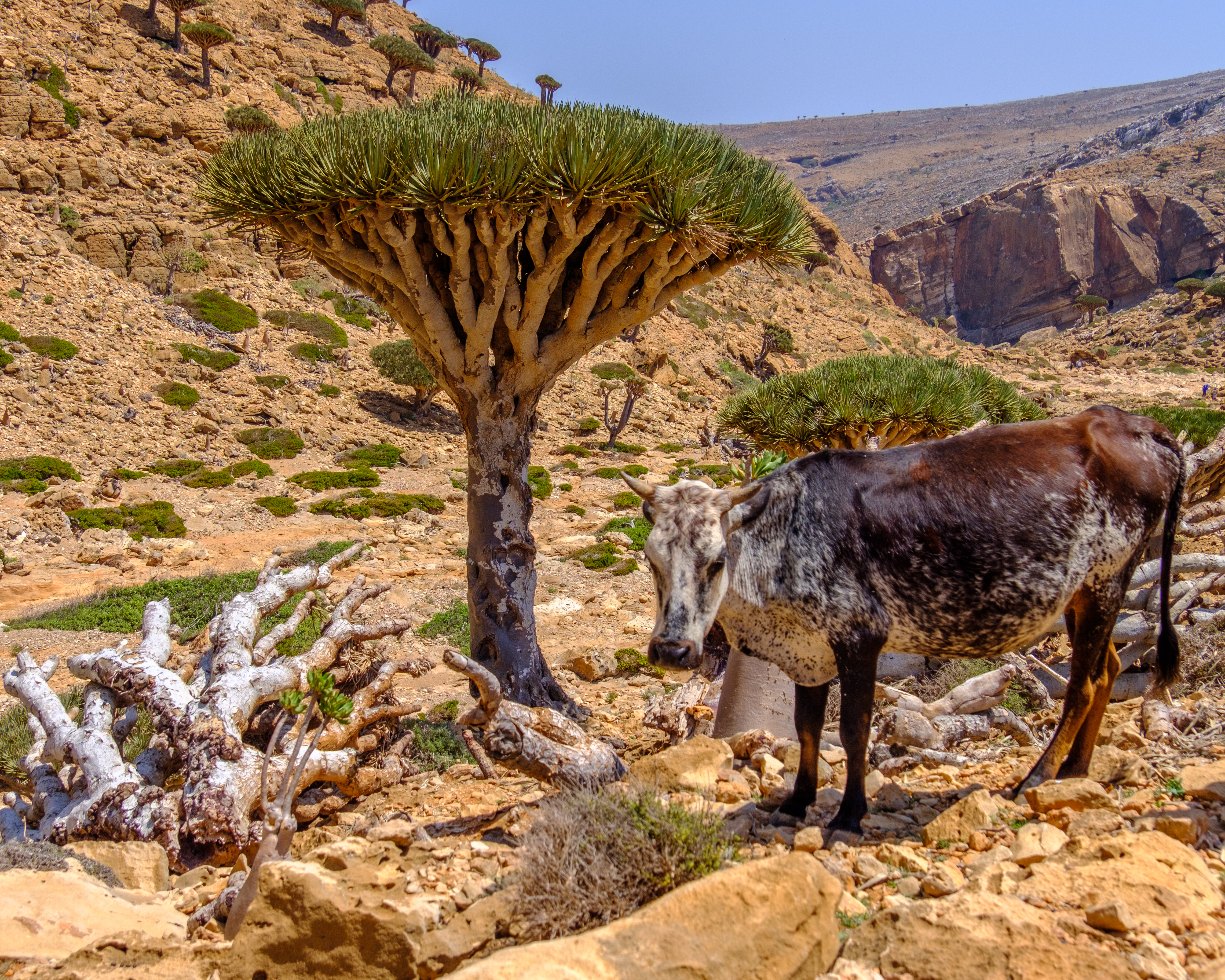
Drakenbloedboom met dwergzeboe
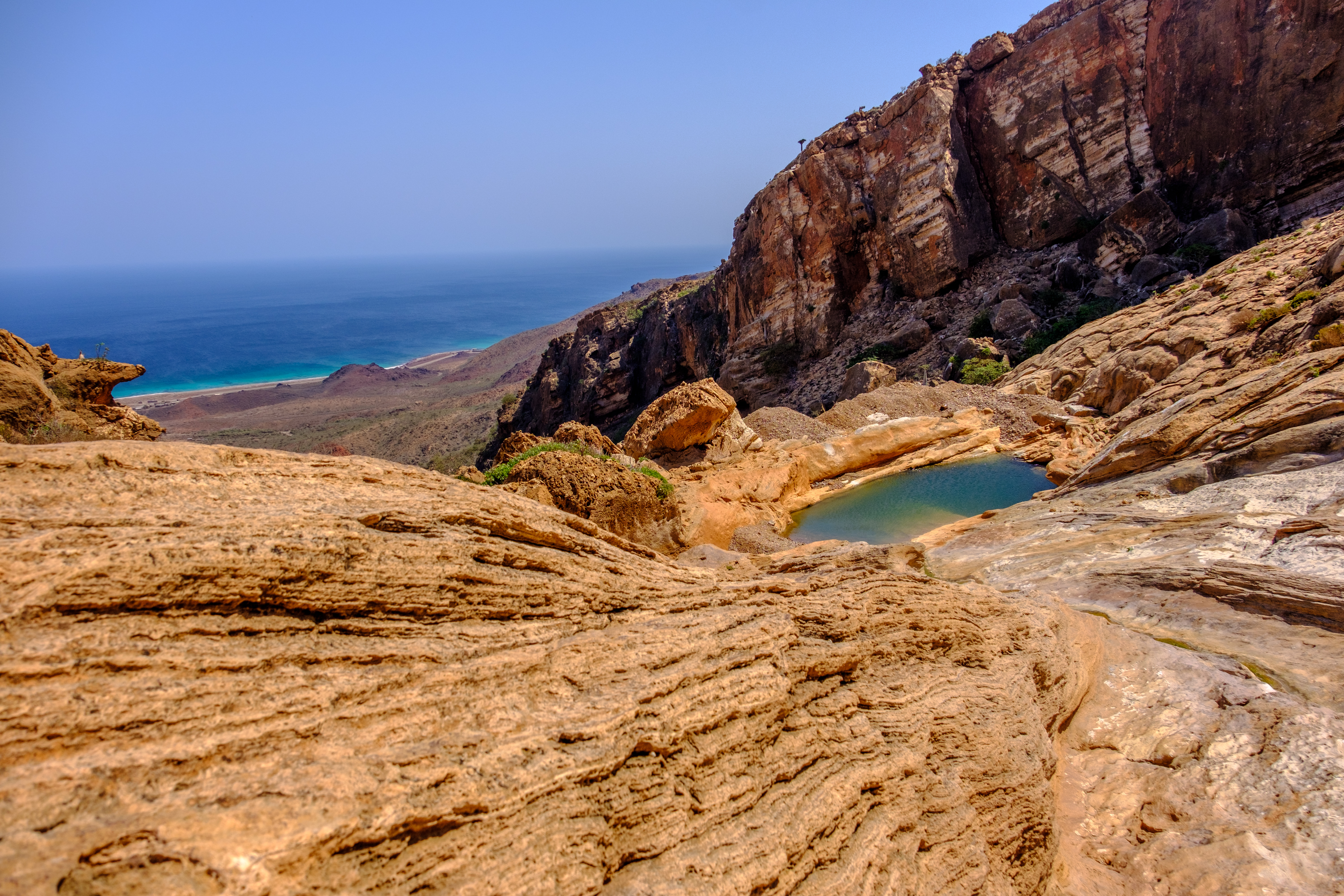
'landschapszwembad' in 2023, na het zakken van het waterniveau, met op de achtergrond de noordelijke kust